# Tulasnella vitrea
Tulasnella vitrea är en svampart som beskrevs av Rick 1934. Tulasnella vitrea ingår i släktet Tulasnella och familjen Tulasnellaceae.   Inga underarter finns listade i Catalogue of Life.